# Сан-Систо-Веккьо
Базилика Сан-Систо-Веккьо на виа Аппиа — малая католическая базилика и доминиканская монастырская церковь в Риме. С 600 года является титулярной церковью. В настоящее время кардиналом-священником с титулом Сан-Систо является Антуан Камбанда.

## Базилика
Базилика была построена в IV веке и упоминается как Titulus Crescentianae, что связывает церковь с некоей Кресценцией (возможно, римлянкой, которая основала церковь). Базилика была освящена папой Анастасием I (399–401).
Церковь посвящена папе Сиксту II и хранит его мощи (перенесенные туда из катакомб Калликста в шестом веке).
Церковь Сан-Систо была перестроена в начале XIII века папой Иннокентием III. Нынешняя церковь является результатом реставрации Папы Бенедикта XIII в XVIII веке, в результате которой от средневековой церкви остались только колокольня и апсида.
Сохранился цикл фресок XIII века, изображающий сцены из Нового Завета и Апокрифов.

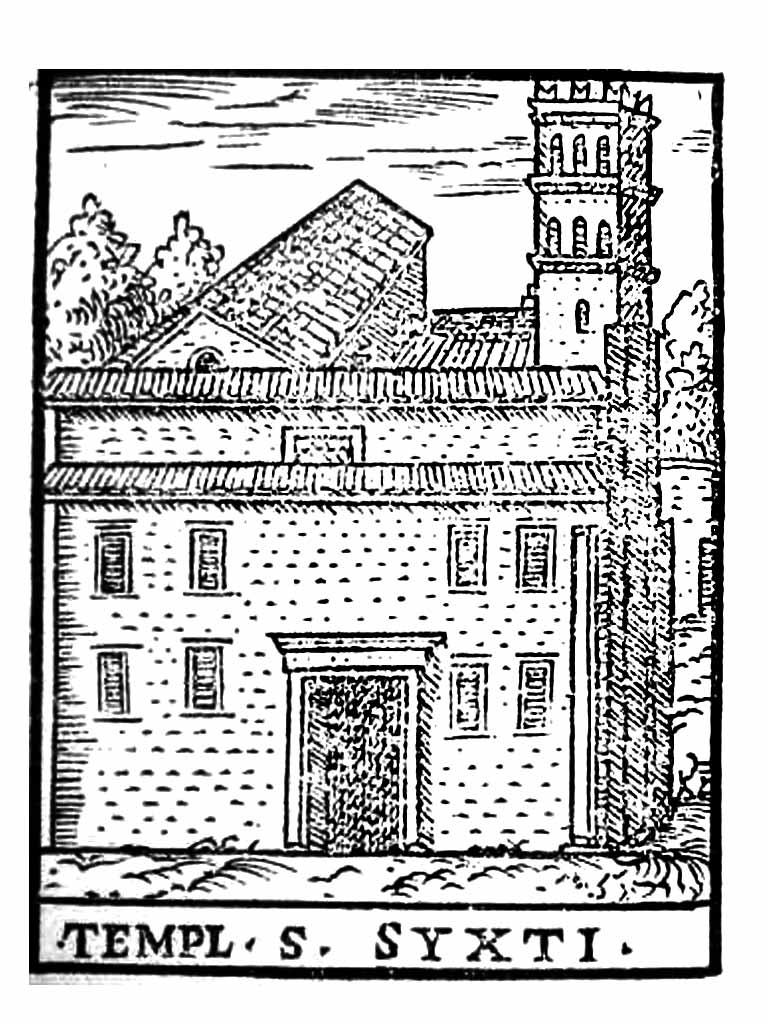
Гравюра на дереве Сан-Систо-Веккьо в XVI веке из Le cose maravigliose dell'alma città di Roma (Венеция: Джироламо Франчино, 1588 год)

В 1220-х годах Папа Гонорий III поручил Доминику реформу монастыря Сан-Систо-Веккьо, рассматривая её как часть реформы женской религиозной жизни в Риме. В 1219 году Гонорий пригласил Доминика и его спутников поселиться на постоянной основе в древней римской базилике Санта-Сабина, что они и сделали в начале 1220 года. После этого 5 июня 1222 года они основали монастырь, в котоом был организован studium доминиканского ордена в Риме, из которого в XVI веке выросли Колледж Святого Фомы в Санта-Мария-сопра-Минерва и Папский университет Святого Фомы Аквинского.
Монахини-доминиканцы по-прежнему занимают монастырь Сан-Систо-Веккьо.